# سیارک ۲۴۳۸۶
سیارک ۲۴۳۸۶ (به انگلیسی: 24386 McLindon، نامگذاری:2000AV172) بیست و چهار هزار و سیصد و هشتاد و ششمین سیارک کشف شده‌است که در ۷ ژانویه ۲۰۰۰ کشف شد.
قدر مطلق سیارک برابر ۱۳.۵ است.